# Bo Harwood
Benjamin Harwood Jr. (6 de marzo de 1946 - 1 de septiembre de 2022), más conocido como Bo Harwood , fue un mezclador de sonido, editor de sonido, supervisor musical y compositor estadounidense. El trabajo sonoro de Harwood llamó la atención en la década de 1970 después de su trabajo en películas independientes dirigidas por John Cassavetes.

## Trayectoria
Harwood comenzó a trabajar con Cassavetes haciendo "un poco de edición" en Husbands (1970) y "un poco de edición de sonido" en Minnie and Moskowitz (1971). Antes de la producción de A Woman Under the Influence de 1974 , Cassavetes se acercó a Harwood con la idea de que él fuera el mezclador de sonido y el compositor de la película. Harwood, que en ese momento no tenía experiencia con la grabación de sonido, dudó, pero Cassavetes prevaleció. Se le acredita como compositor (música) y mezclador (sonido) de la película.
Harwood compuso música para tres películas más de Cassavetes y fue acreditado como "Sonido" en dos de ellas. Durante estos proyectos, Harwood escribió varias canciones, algunas de las cuales coescribió con Cassavetes, de las cuales sólo algunas se usaron finalmente en las películas, como "Morning Fields of Frost and Magic", que se puede escuchar en la escena de la audición de "El asesinato de un corredor de apuestas chino".